# Carex asturica
Carex asturica es una especie de planta herbácea de la familia de las  ciperáceas.

## Descripción
Es una planta con rizoma de entrenudos ± largos, a veces laxamente cespitosa. Tallos fértiles (14)20-50(59) cm, lisos, trígonos. Hojas (2,9)4-5(5,5) mm de anchura, de menor longitud que los tallos, planas, con el ápice de sección triangular, ásperas en los bordes, rígidas, de color verde obscuro; lígula de 1,5-2 mm, de aguda a truncada; sin antelígula; vainas basales con limbo desarrollado, de color rojizo o púrpura, enteras o algo fibrosas. Bráctea inferior foliácea, de menor longitud que la inflorescencia, envainante. Espiga masculina solitaria, de (11)15-20(24) mm, anchamente fusiforme o rómbica; espigas femeninas (2)3-4, de (5)10-20(30) mm, cilíndricas, muy laxifloras, ± separadas o las 2(3) superiores aproximadas, de casi sésiles a variablemente pedunculadas, excepcionalmente subbasilares, erectas. Glumas masculinas ovales, obtusas, de color pardo purpúreo, con margen escarioso ancho y nervio central verde; glumas femeninas anchamente ovales, agudas, subagudas, obtusas o muy cortamente apiculadas, de menor longitud que los utrículos, de color pardo-púrpura obscuro, con margen escarioso al menos en la zona apical. Utrículos de (3)3,5-4(4,1) × (1,3)1,7-2 mm, suberectos, obovoides, ± trígonos, lisos, de color pardo obscuro, frecuentemente con punteaduras de color púrpura, con al menos 2 nervios perceptibles pero no muy prominentes, generalmente brillantes, bruscamente estrechados en un pico de 0,2- 0,4 mm, recto, de ápice truncado con los bordes rotos, liso. Aquenios de (2,3)2,5- 3(3,5) × (1,2)1,7-1,8 mm, de contorno obovado, trígonos, de color pardo muy obscuro. Tiene un número de cromosomas de 2n = 46.

## Descripción y hábitat
Se encuentra en brezales y cervunales; a una altitud de 700-2100 metros, en las montañas del norte de Portugal y Galicia, Montes de León, W de la cordillera Cantábrica, N del sistema Ibérico y sierra de Guadarrama en España.

## Taxonomía
Carex aurea fue descrita por  Pierre Edmond Boissier y publicado en Pugillus Plantarum Novarum Africae Borealis Hispaniaeque Australis 117. 1852.
Etimología
Ver: Carex
asturica; epíteto geográfico que indica su localización en Asturias.
Sinonimia
- Carex cantabrorum Gand.
- Carex gallaecica H.Lév. & Vaniot
- Carex gayana Steud.
- Carex leiocarpa J.Gay[3][4]